# Papežský výbor pro historické vědy
Papežský výbor pro historické vědy (italsky Pontificio Comitato di Scienze Storiche) je orgánem římské kurie, který založil papež Pius XII. 7. dubna 1954. Tato komise je však dědičkou Kardinálské komise pro historická studia, kterou založil již papež Lev XIII. apoštolským listem Saepenumero considerantes z 18. srpna 1883.
Činnost výboru je mnohostranná. Zvláštní pozornost je věnována církevním dějinám a archivům. Výbor spolupracuje se zahraničními a mezinárodními organizacemi, pořádá kongresy, sympozia i studijní výměny. Je součástí Mezinárodního výboru historických věd (CISH).

## Vybrané mezinárodní konference
- 2011 – Virgo digna coelo (Panna hodná nebe) k 550. výročí kanonizace svaté Kateřiny Sienské[4]
- 2012 – Costantino il Grande. Alle radici dell’Europa (Konstantin Veliký. Ke kořenům Evropy) k 1700. výročí bitvy u Milvijského mostu[5]
- 2015 – konference k 50. výročí 2. vatikánského koncilu[6]
- 2017 – Lutero 500 anni dopo (Luther: 500 let poté) k 500. výročí počátku protestantské reformace[7]
- 2018 – konference ke 100. výročí ukončení první světové války[8]
- 2019 – Pagani e Cristiani: conflitto, confronto, dialogo (Pohané a křesťané: konflikt, konfrontace, dialog)[9]
- 2020 – La Breccia di Porta Pia (Prolomení Porta Pia) ke 150. výročí sjednocení Itálie a zániku Papežského státu[10]
- 2021 – Inchiesta sulla storia dei primi secoli della Chiesa (Sonda do prvních století církevních dějin)[11]

## Osobnosti Papežského výboru pro historické vědy

### Seznam prezidentů Papežského výboru pro historické vědy
- Pio Paschini (1954–1962)
- Michele Maccarrone (1963–1989)
- Victor Saxer (1989–1998)
- Walter Brandmüller (1998–2009)
- Bernard Ardura, O. Praem. (2009–2023)
- Marek Inglot, S. J. (od roku 2023)

### Seznam sekretářů Papežského výboru pro historické vědy
- Michele Maccarrone (1954–1963)
- Josè Ruysschaert (1963–1973)
- Pietro Amato Frutaz (1973–1980)
- Raffaele Farina (1981–1989)
- Vittorino Grossi (1989–2002)
- Cosimo Semeraro (2002–2013)
- Luigi Michele De Palma (od 2013–2023)
- Pierantonio Piatti (od 2023)